# Відзнаки Міністерства освіти і науки України
Відомчі заохочувальні відзнаки Міністерства освіти і науки України — нагороди Міністерства освіти і науки України, запроваджені для відзначення педагогічних, наукових та науково-педагогічних працівників, державних службовців, працівників підприємств, установ, організацій, що належать до сфери управління МОН України, інших працівників сфери освіти, які зробили вагомий внесок у розвиток сфери освіти і науки.

## Історія впровадження
Чинна система нагород була затверджена 30 липня 2013 року наказом Міністерства освіти і науки України № 1047 «Про затвердження Положення про відомчі заохочувальні відзнаки Міністерства освіти і науки України» на вимогу Указу Президента України № 365/2012 від 30 травня 2012 року «Про відомчі заохочувальні відзнаки».
Наказ Міністерства освіти і науки України від 13 липня 2007 року № 605 «Про затвердження Положення про відомчі заохочувальні відзнаки Міністерства освіти і науки України», а також наказ Міністерства освіти і науки України від 2 серпня 2010 року № 782 «Про затвердження Положення про нагородження нагрудним знаком „Гордість і надія України“ Міністерства освіти і науки України», втратили чинність.

## Чинні відзнаки
| Назва                                                         | Зображення | Підстави для нагородження | Вимоги для нагородження | Гранична кількість   |
| Подяка МОН України                                            |            | Ініціатива та наполегливість, сумлінне виконання службових обов'язків та професійні досягнення, пов'язані з реалізацією державної політики у сфері освіти і науки. | Стаж роботи у зазначеній сфері не менше одного року та відзнаки місцевих органів виконавчої влади, керівників вищих навчальних закладів. | 17282 одиниці на рік |
| Грамота МОН України                                           |            | Високі виробничі та наукові досягнення, плідна наукова, науково-педагогічна та педагогічна діяльність, досягнуті успіхи у справі навчання та виховання підростаючого покоління. | Стаж роботи у сфері не менше двох років та Подяка МОН України.                                                                           | 14335 одиниць на рік |
| Почесна грамота МОН України                                   |            | Зразкове виконання службових обов'язків, високий професіоналізм, ефективне сприяння формуванню та забезпеченню реалізації державної політики у сфері освіти і науки, успішна координація діяльності підприємств, установ і організацій, що належать до сфери управління МОН України. | Стаж роботи у зазначеній сфері не менше трьох років та Грамота МОН України.                                                              | 14235 одиниць на рік |
| Нагрудний знак МОН України «Відмінник освіти»                 |            | Значний особистий внесок у розвиток освіти і науки, плідна педагогічна, науково-педагогічна та наукова діяльність, професійна та наукова підготовка учнівської та студентської молоді, організація навчальної, виховної, науково-методичної та науково-дослідної роботи, координація діяльності педагогічних, виробничих колективів, ефективне керівництво закладами та установами освіти, організація наукового і методичного забезпечення навчальних закладів та установ освіти, впровадження управлінських новацій, підготовка, перепідготовка та підвищення кваліфікації педагогічних, науково-педагогічних та наукових кадрів, спеціалістів галузей економіки України.                                              | Стаж роботи у зазначеній сфері освіти не менше п'яти років та Почесна грамота МОН України.                                               | 7693 одиниці на рік  |
| Нагрудний знак МОН України «Василь Сухомлинський»             |            | Досягнення визначних успіхів у виховній, навчальній, навчально-виховній, навчально-виробничій роботі, навчально-методичному забезпеченні загальної середньої та професійно-технічної освіти, розробці програм розвитку загальної середньої та професійно-технічної освіти, організації навчально-методичної та науково-методичної роботи, підготовці, перепідготовці та підвищенні кваліфікації педагогічних кадрів, розвитку педагогічної освіти, створенні високоякісних підручників і навчальних посібників, впровадженні сучасних методів теорії і практики навчання і виховання, визначенні перспектив та напрямів розвитку загальної середньої та професійно-технічної освіти.                                     | Стаж роботи у зазначеній сфері освіти не менше десяти років та нагрудний знак МОН України «Відмінник освіти».                            | 2747 одиниць на рік  |
| Нагрудний знак МОН України «За наукові та освітні досягнення» |            | Бездоганна праця та особисті заслуги під час виконання службових обов'язків, пов'язаних з формуванням та забезпеченням реалізації державної політики у сфері освіти і науки, досягнення визначних успіхів у науковій та науково-педагогічній діяльності, науково-методичному забезпеченні вищої освіти, здійсненні аналітично-прогностичної діяльності, визначенні перспектив та напрямів розвитку вищої освіти, розробці програм розвитку вищої освіти, проведенні моніторингу якості освіти, підготовці кадрів вищої кваліфікації; організації та координації наукової, науково-методичної та науково-дослідної роботи, підготовці, перепідготовці та підвищенні кваліфікації наукових та науково-педагогічних кадрів. | Стаж роботи у зазначеній сфері освіти не менше десяти років та нагрудний знак МОН України «Відмінник освіти».                            | 1000 одиниць на рік  |

## Відзнаки, що вручалися до 2013 року

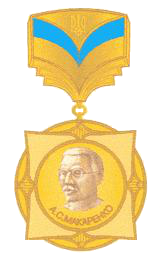
Нагрудний знак «А. С. Макаренко»
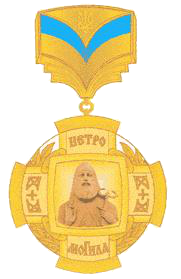
Нагрудний знак «Петро Могила»
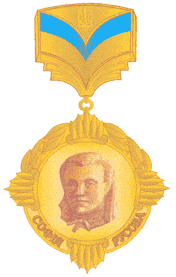
Нагрудний знак «Софія Русова»
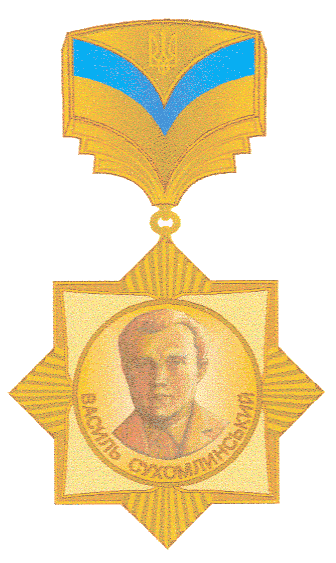
Нагрудний знак «Василь Сухомлинський»
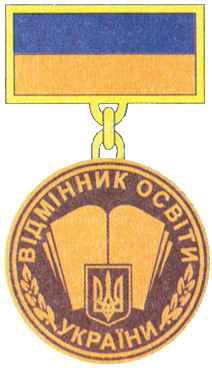
Нагрудний знак «Відмінник освіти України»
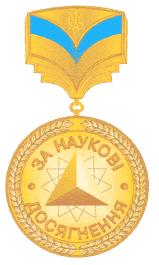
Нагрудний знак «За наукові досягнення»